# Municipio de Felch
El municipio de Felch (en inglés: Felch Township) es un municipio ubicado en el condado de Dickinson en el estado estadounidense de Míchigan. En el año 2010 tenía una población de 752 habitantes y una densidad poblacional de 2,02 personas por km².

## Geografía
El municipio de Felch se encuentra ubicado en las coordenadas 46°4′45″N 87°51′57″O / 46.07917, -87.86583. Según la Oficina del Censo de los Estados Unidos, el municipio tiene una superficie total de 372.47 km², de la cual 367,37 km² corresponden a tierra firme y (1,37 %) 5,1 km² es agua.

## Demografía
Según el censo de 2010, había 752 personas residiendo en el municipio de Felch. La densidad de población era de 2,02 hab./km². De los 752 habitantes, el municipio de Felch estaba compuesto por el 98,4 % blancos, el 0,13 % eran amerindios, el 0,4 % eran asiáticos, el 0,13 % eran de otras razas y el 0,93 % eran de una mezcla de razas. Del total de la población el 0,13 % eran hispanos o latinos de cualquier raza.